# Course en ligne masculine de cyclisme sur route aux Jeux olympiques d'été de 1952
Navigation
Londres 1948 Melbourne 1956
La course en ligne masculine de cyclisme sur route, épreuve de cyclisme des Jeux olympiques d'été de 1952, a lieu le 2 août 1952 à Helsinki en Finlande. Elle s'est déroulée sur 190,4 km.

## Classement final
| Rang                                | Cycliste                 | Pays             | Temps             |
| ----------------------------------- | ------------------------ | ---------------- | ----------------- |
| Médaille d'or, Jeux olympiques      | André Noyelle            | Belgique         | 5 h 6 min 3 s 4   |
| Médaille d'argent, Jeux olympiques  | Robert Grondelaers       | Belgique         | 5 h 6 min 51 s 2  |
| Médaille de bronze, Jeux olympiques | Edi Ziegler              | Allemagne        | 5 h 7 min 47 s 5  |
| 4.                                  | Lucien Victor            | Belgique         | 5 h 7 min 52 s 0  |
| 5.                                  | Dino Bruni               | Italie           | 5 h 10 min 54 s 0 |
| 6.                                  | Vincenzo Zucconelli      | Italie           | 5 h 11 min 16 s 5 |
| 7.                                  | Gianni Ghidini           | Italie           | 5 h 11 min 16 s 8 |
| 8.                                  | Oskar Zeissner           | Allemagne        | 5 h 11 min 18 s 5 |
| 9.                                  | Hans Andresen            | Danemark         | 5 h 11 min 18 s 5 |
| 10.                                 | Arend van 't Hoft        | Pays-Bas         | 5 h 11 min 19 s 0 |
| 11.                                 | André Moes               | Luxembourg       | 5 h 11 min 19 s 0 |
| 12.                                 | Jacques Anquetil         | France           | 5 h 11 min 19 s 0 |
| 13.                                 | Alfred Tonello           | France           | 5 h 11 min 20 s 0 |
| 14.                                 | Roger Ludwig             | Luxembourg       | 5 h 11 min 20 s 0 |
| 15.                                 | Bruno Monti              | Italie           | 5 h 11 min 35 s 0 |
| 16.                                 | Yngve Lundh              | Suède            | 5 h 12 min 15 s 2 |
| 17.                                 | Rolf Graf                | Suisse           | 5 h 12 min 45 s 3 |
| 18.                                 | Stig Mårtensson          | Suède            | 5 h 13 min 0 s 0  |
| 19.                                 | Jørgen Frank Rasmussen   | Danemark         | 5 h 14 min 9 s 4  |
| 20.                                 | Josef Schraner           | Suisse           | 5 h 15 min 6 s 1  |
| 21.                                 | Allan Carlsson           | Suède            | 5 h 16 min 19 s 1 |
| 22.                                 | Jan Plantaz              | Pays-Bas         | 5 h 16 min 19 s 1 |
| 23.                                 | Claude Rouer             | France           | 5 h 16 min 19 s 1 |
| 24.                                 | Odd Berg                 | Norvège          | 5 h 17 min 30 s 2 |
| 25.                                 | Erling Kristiansen       | Norvège          | 5 h 17 min 30 s 2 |
| 26.                                 | Desmond Robinson         | Grande-Bretagne  | 5 h 18 min 8 s 9  |
| 27.                                 | Brian Robinson           | Grande-Bretagne  | 5 h 18 min 8 s 9  |
| 28.                                 | Lorang Christiansen      | Norvège          | 5 h 20 min 1 s 3  |
| 29.                                 | Constantin Stănescu      | Roumanie         | 5 h 20 min 1 s 4  |
| 30.                                 | Alois Lampert            | Liechtenstein    | 5 h 20 min 6 s 6  |
| 31.                                 | Graham Vines             | Grande-Bretagne  | 5 h 22 min 33 s 2 |
| 32.                                 | Donald Sheldon           | États-Unis       | 5 h 22 min 33 s 3 |
| 33.                                 | Virgilio Pereyra         | Uruguay          | 5 h 22 min 33 s 4 |
| 34.                                 | Peter Pryor              | Australie        | 5 h 22 min 33 s 5 |
| 35.                                 | Jim Nevin                | Australie        | 5 h 22 min 33 s 6 |
| 36.                                 | Thomas O'Rourke          | États-Unis       | 5 h 22 min 33 s 7 |
| 37.                                 | Wedell Østergaard        | Danemark         | 5 h 22 min 34 s 1 |
| 38.                                 | Luis Angel de los Santos | Uruguay          | 5 h 22 min 34 s 3 |
| 39.                                 | Hugo Machado             | Uruguay          | 5 h 23 min 33 s 7 |
| 40.                                 | Evgeni Klevtzov          | Union soviétique | 5 h 23 min 34 s 0 |
| 41.                                 | Marin Niculescu          | Roumanie         | 5 h 23 min 34 s 1 |
| 42.                                 | Raino Koskenkorva        | Finlande         | 5 h 23 min 34 s 6 |
| 43.                                 | Ewald Hasler             | Liechtenstein    | 5 h 23 min 34 s 8 |
| 44.                                 | Victor Georgescu         | Roumanie         | 5 h 24 min 27 s 5 |
| 45.                                 | Ángel Romero             | Mexique          | 5 h 24 min 33 s 9 |
| 46.                                 | Petar Georgiev           | Bulgarie         | 5 h 24 min 34 s 0 |
| 47.                                 | Luu Quan                 | Viêt Nam         | 5 h 24 min 34 s 1 |
| 48.                                 | Paul Maue                | Allemagne        | 5 h 24 min 44 s 5 |
| 49.                                 | Adri Voorting            | Pays-Bas         | 5 h 24 min 44 s 6 |
| 50.                                 | Fausto Lurati            | Suisse           | 5 h 24 min 58 s 0 |
| 51.                                 | Nicolas Morn             | Luxembourg       | 5 h 26 min 25 s 0 |
| 52.                                 | Helge Hansen             | Danemark         | 5 h 27 min 8 s 8  |

### Abandons
| Australie - Ken Caves - Peter Nelson Autriche - Walter Bortel - Franz Wimmer - Arthur Mannsbarth Belgique - Rik Van Looy Bulgarie - Boyan Kotsev - Ilya Velchev - Milcho Rosev Chili - Hernán Masanés - Héctor Droguett - Héctor Mellado - Hugo Miranda Tchécoslovaquie - Jan Veselý - Karel Nesl - Milan Perič - Stanislav Svoboda Finlande - Paul Backman - Paul Nyman - Ruben Forsblom France - Roland Bezamat | Grande-Bretagne - Leslie Ingman Hongrie - István Lang - István Schillerwein - Lajos Látó Inde - Raj Kumar Mehra - Netai Bysack - Pradip Bode - Suprovat Chakravarty Japon - Kihei Tomioka - Masazumi Tajima - Tadashi Kato - Tamotsu Chikanari Corée du Sud - Gwon Ik-Hyeon - Im Sang-Jo - Kim Ho-Sun Luxembourg - Jean Schmit Mexique - Francisco Lozano - Julio Cepeda - Ricardo García Pays-Bas - Jules Maenen | Pakistan - Muhammad Naqi Mallick - Imtiaz Bhatti Roumanie - Petre Nuță Afrique du Sud - George Estman - Alfred Swift - Robert Fowler Suisse - Kobi Scherer Suède - Lars Nordwall Union soviétique - Anatoly Kolesov - Nikolay Bobarenko - Vladimir Kryuchkov Uruguay - Julio Sobrera États-Unis - David Rhoads - Ronald Rhoads Viêt Nam - Chau Phuoc Vinh - Nguyen Duc Hien - Le Van Phuoc Allemagne - Walter Becker |